# 出島メッセ長崎
出島メッセ長崎（でじまメッセながさき、英：Dejima Messe Nagasaki）は、2021年11月に開業した長崎県長崎市にある常設展示場複合型MICE施設。「D出島メッセ長崎」のロゴマークデザインは、青いDの水色カーブ部分を出島をモチーフにしている。
JR長崎駅高架化と西九州新幹線開業に伴う駅周辺再開発の一環として整備される交流拠点施設のうち、イベント・展示ホール、コンベンションホール、会議室及び駐車場が出島メッセ長崎の構成部分となる。
長崎駅在来線駅舎と本施設2階はペデストリアンデッキにより直結される。

## 経歴
- 2021年（令和3年）
  - 10月25日〜10月27日 - 国際会議協会（ICCA）の第1弾の年次総会ハブ会議が開催される。
  - 11月1日 - 出島メッセ長崎開業する[1]。

## 施設
住所 - 長崎県長崎市尾上町4-1
郵便番号 - 850-0058
敷地面積 - 最大規模24,160㎡

### 周辺施設
- JR九州長崎駅
- かもめ市場
- 長崎県庁舎
- ヒルトン長崎
- アミュプラザ長崎
- NBC長崎放送新社屋ビル

## 外部サイト
- 公式ウェブサイト
- 出島メッセ長崎について（長崎市役所サイト内）